# Moussa Koné (Fußballspieler, 1996)
Moussa Koné (* 30. Dezember 1996 in Dakar) ist ein senegalesischer Fußballspieler. Er wird bevorzugt im Sturm eingesetzt. Darüber hinaus ist er ehemaliger senegalesischer Nachwuchsnationalspieler.

## Karriere

### Verein
Koné lernte das Fußballspielen seit seinem siebten Lebensjahr zunächst auf der Straße, danach bei seinem Heimatclub AS Dakar Sacré-Cœur, dem er bis zum 13. Oktober 2015 angehörte. Seit dem 14. Oktober 2015 gehörte er zum FC Zürich in der Schweiz und spielte dort zuerst für die zweite, später auch für die erste Mannschaft in der erstklassigen Super League und der zweitklassigen Challenge League. Fünfmal kam Moussa Koné in der UEFA Europa League zum Einsatz (ein Tor).

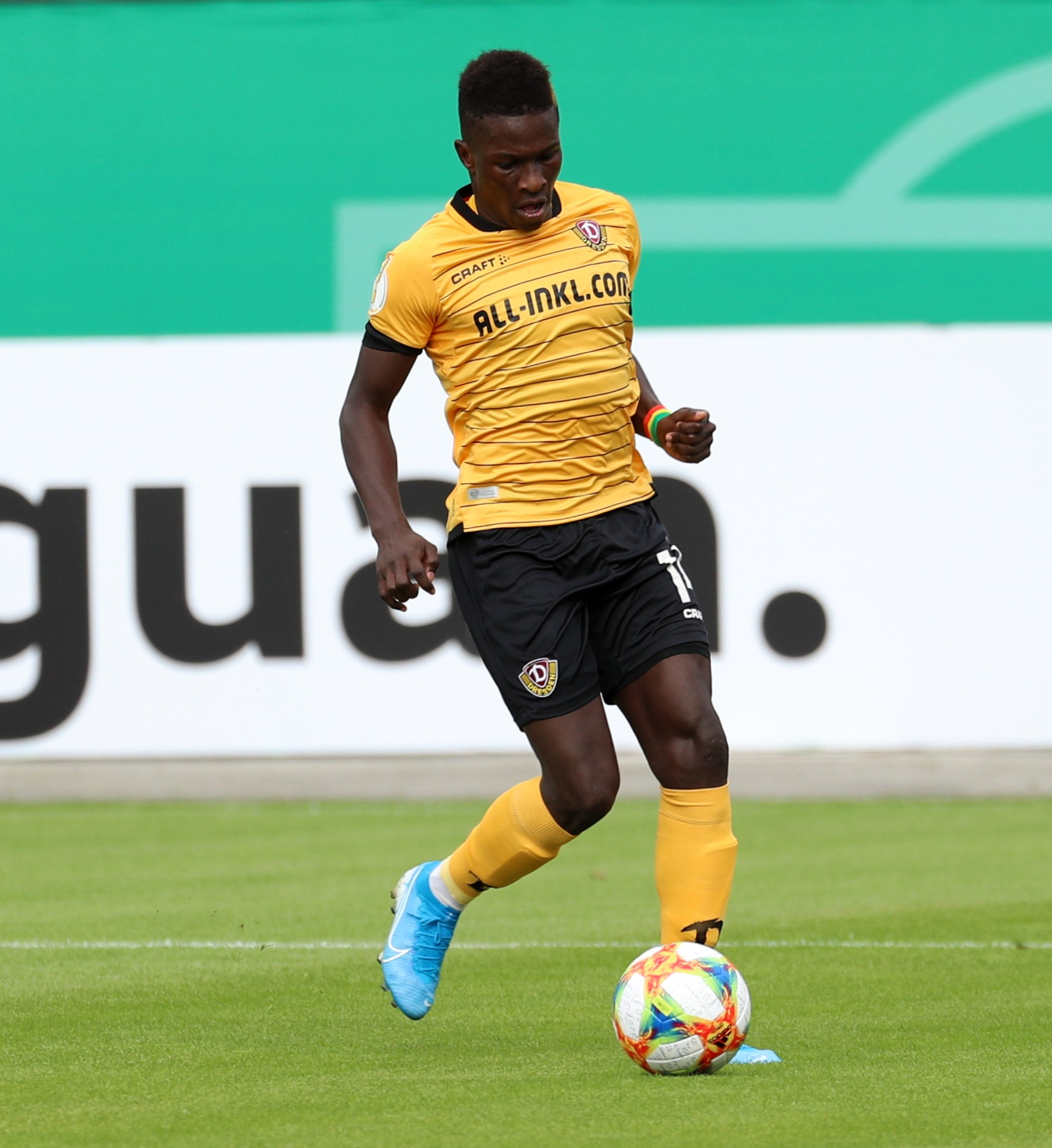
Moussa Koné im Trikot von Dynamo Dresden (2019)

Im Januar 2018 wechselte Koné für eine Ablösesumme zum deutschen Zweitligisten Dynamo Dresden und erhielt einen Vertrag, beginnend ab dem 30. Januar 2018 für viereinhalb Jahre bis Sommer 2022. Über die Höhe der Ablösesumme gibt es unterschiedliche Angaben: So gehen die meisten Berichterstatter von etwa 1,2 Millionen Euro aus. Allerdings werden auch Zahlen über 2 Millionen Euro kolportiert, glaubhafte 2,5 Millionen Euro gibt jedoch eine mit dem FC Zürich eng vernetzte Quelle an (und verweist in weiteren Berichten auf vereinsinterne Verwerfungen nach dem Abgang von Koné in Zürich). In seinem ersten Spiel für Dynamo wurde Koné von Trainer Uwe Neuhaus in der 74. Minute für Sascha Horvath eingewechselt und erzielte in der 89. Minute das Tor zum Endstand von 2:0 gegen den VfL Bochum. Am 12. März 2018 wählte ihn nach nur sechs Einsätzen für Dynamo Dresden die Redaktion des kicker zum Mann des 26. Spieltages. Mit seinem 22. Tor am 3. November 2019 wurde Koné zum Rekordtorschützen für Dynamo Dresden in der zweiten Bundesliga. Insgesamt gelangen ihm in der Liga 22 Treffer sowie neun Assists in 59 Partien.
Am 22. Januar 2020 gab der französische Erstligist Olympique Nîmes die Verpflichtung Konés bekannt, nachdem sich Dresden innerhalb der Winterpause mit mehreren Leihstürmern verstärkt hatte. In Nimes traf der Senegalese auf seinen ehemaligen Dresdner Mannschaftskameraden Haris Duljević. Wie schon bei Dynamo Dresden schoss Koné bei seinem ersten Einsatz für Nîmes sein erstes Tor. Bis zum COVID-bedingten Abbruch der Saison 2019/20 erzielte er zwei Tore in fünf Einsätzen. In der Saison 2020/21 kam er zu 33 Einsätzen in der Ligue 1, in denen er neunmal traf. Mit Nîmes stieg er aber aus dem Oberhaus ab. In der Saison 2021/22 absolvierte er dann 28 Partien in der Ligue 2 und traf dabei elfmal. In der Saison 2022/23 machte er vier Tore in 24 Partien, am Ende jener Spielzeit stieg Olympique dann aber auch aus der zweiten Liga ab.
Anschließend wechselte Koné zur Saison 2023/24 zum österreichischen Bundesligisten LASK, bei dem er einen bis Juni 2027 laufenden Vertrag erhielt. Beim LASK konnte er sich aber nicht durchsetzen. Er absolvierte acht Partien in der Bundesliga, ehe er im Februar 2024 in die Slowakei an den DAC Dunajská Streda verliehen wurde. Während der Leihe kam er zu zehn Einsätzen in der 1. liga, in denen er dreimal traf. Zur Saison 2024/25 kehrte er zunächst zum LASK zurück, ehe im August 2024 sein Vertrag aufgelöst wurde.
Nach einem Halbjahr ohne Verein wechselte Koné im Februar 2025 nach Portugal zu Boavista Porto.

### Nationalmannschaft
Am 8. März 2015 gab Koné sein Debüt für die senegalesische U20-Nationalmannschaft beim U20-Afrika-Cup 2015. Er nahm auch an der U20-Weltmeisterschaft 2015 teil und schoss in sechs Spielen ein Tor.

## Erfolge
FC Zürich
- Schweizer Cupsieger: 2016, 2018

## Privates
Koné ist verheiratet und gläubiger Muslim.